# Reprezentacja Wietnamu w piłce nożnej kobiet
Reprezentacja Wietnamu w piłce nożnej kobiet – kobieca piłkarska reprezentacja Wietnamu. Największymi sukcesami reprezentacji jest ćwierćfinał na mistrzostwach Azji w 2022 roku.

## Udział w turniejach międzynarodowych

### Mistrzostwa Świata
Wietnamskiej drużynie 1 raz udało się zakwalifikować do finałów MŚ.
| Rok   | Runda                   | M                       | W                       | R                       | P                       | GZ                      | GS                      |
| ----- | ----------------------- | ----------------------- | ----------------------- | ----------------------- | ----------------------- | ----------------------- | ----------------------- |
| 1991  | Nie uczestniczyła       | Nie uczestniczyła       | Nie uczestniczyła       | Nie uczestniczyła       | Nie uczestniczyła       | Nie uczestniczyła       | Nie uczestniczyła       |
| 1995  | Nie uczestniczyła       | Nie uczestniczyła       | Nie uczestniczyła       | Nie uczestniczyła       | Nie uczestniczyła       | Nie uczestniczyła       | Nie uczestniczyła       |
| 1999  | Nie uczestniczyła       | Nie uczestniczyła       | Nie uczestniczyła       | Nie uczestniczyła       | Nie uczestniczyła       | Nie uczestniczyła       | Nie uczestniczyła       |
| 2003  | Nie zakwalifikowała się | Nie zakwalifikowała się | Nie zakwalifikowała się | Nie zakwalifikowała się | Nie zakwalifikowała się | Nie zakwalifikowała się | Nie zakwalifikowała się |
| 2007  | Nie zakwalifikowała się | Nie zakwalifikowała się | Nie zakwalifikowała się | Nie zakwalifikowała się | Nie zakwalifikowała się | Nie zakwalifikowała się | Nie zakwalifikowała się |
| 2011  | Nie zakwalifikowała się | Nie zakwalifikowała się | Nie zakwalifikowała się | Nie zakwalifikowała się | Nie zakwalifikowała się | Nie zakwalifikowała się | Nie zakwalifikowała się |
| 2015  | Nie zakwalifikowała się | Nie zakwalifikowała się | Nie zakwalifikowała się | Nie zakwalifikowała się | Nie zakwalifikowała się | Nie zakwalifikowała się | Nie zakwalifikowała się |
| 2019  | Nie zakwalifikowała się | Nie zakwalifikowała się | Nie zakwalifikowała się | Nie zakwalifikowała się | Nie zakwalifikowała się | Nie zakwalifikowała się | Nie zakwalifikowała się |
| 2023  | Faza Grupowa            | 3                       | 0                       | 0                       | 3                       | 0                       | 12                      |
| Razem | Turniejów finał.        | 3                       | 0                       | 0                       | 3                       | 0                       | 12                      |

### Mistrzostwa Azji
| Rok   | Runda             | M                 | W                 | R                 | P                 | GZ                | GS                |
| ----- | ----------------- | ----------------- | ----------------- | ----------------- | ----------------- | ----------------- | ----------------- |
| 1975  | Nie uczestniczyła | Nie uczestniczyła | Nie uczestniczyła | Nie uczestniczyła | Nie uczestniczyła | Nie uczestniczyła | Nie uczestniczyła |
| 1977  | Nie uczestniczyła | Nie uczestniczyła | Nie uczestniczyła | Nie uczestniczyła | Nie uczestniczyła | Nie uczestniczyła | Nie uczestniczyła |
| 1979  | Nie uczestniczyła | Nie uczestniczyła | Nie uczestniczyła | Nie uczestniczyła | Nie uczestniczyła | Nie uczestniczyła | Nie uczestniczyła |
| 1981  | Nie uczestniczyła | Nie uczestniczyła | Nie uczestniczyła | Nie uczestniczyła | Nie uczestniczyła | Nie uczestniczyła | Nie uczestniczyła |
| 1983  | Nie uczestniczyła | Nie uczestniczyła | Nie uczestniczyła | Nie uczestniczyła | Nie uczestniczyła | Nie uczestniczyła | Nie uczestniczyła |
| 1986  | Nie uczestniczyła | Nie uczestniczyła | Nie uczestniczyła | Nie uczestniczyła | Nie uczestniczyła | Nie uczestniczyła | Nie uczestniczyła |
| 1989  | Nie uczestniczyła | Nie uczestniczyła | Nie uczestniczyła | Nie uczestniczyła | Nie uczestniczyła | Nie uczestniczyła | Nie uczestniczyła |
| 1991  | Nie uczestniczyła | Nie uczestniczyła | Nie uczestniczyła | Nie uczestniczyła | Nie uczestniczyła | Nie uczestniczyła | Nie uczestniczyła |
| 1993  | Nie uczestniczyła | Nie uczestniczyła | Nie uczestniczyła | Nie uczestniczyła | Nie uczestniczyła | Nie uczestniczyła | Nie uczestniczyła |
| 1995  | Nie uczestniczyła | Nie uczestniczyła | Nie uczestniczyła | Nie uczestniczyła | Nie uczestniczyła | Nie uczestniczyła | Nie uczestniczyła |
| 1997  | Nie uczestniczyła | Nie uczestniczyła | Nie uczestniczyła | Nie uczestniczyła | Nie uczestniczyła | Nie uczestniczyła | Nie uczestniczyła |
| 1999  | Faza Grupowa      | 4                 | 2                 | 0                 | 2                 | 9                 | 16                |
| 2001  | Faza Grupowa      | 4                 | 2                 | 0                 | 2                 | 11                | 7                 |
| 2003  | Faza Grupowa      | 3                 | 2                 | 0                 | 1                 | 6                 | 9                 |
| 2006  | Faza Grupowa      | 3                 | 1                 | 0                 | 2                 | 1                 | 7                 |
| 2008  | Faza Grupowa      | 3                 | 1                 | 0                 | 2                 | 1                 | 4                 |
| 2010  | Faza Grupowa      | 3                 | 0                 | 0                 | 3                 | 0                 | 12                |
| 2014  | VI miejsce        | 4                 | 1                 | 0                 | 3                 | 4                 | 9                 |
| 2018  | Faza Grupowa      | 3                 | 0                 | 0                 | 3                 | 0                 | 16                |
| 2022  | Ćwierćfinał       | 6                 | 2                 | 1                 | 3                 | 7                 | 12                |
| Razem | Turniejów finał.  | 33                | 11                | 1                 | 21                | 39                | 92                |

## Skład
Aktualny skład dostępny jest na stronie internetowej goal.com

## MŚ 2023

### Grupa E
| Zespół            | Pkt | M | W | R | P | Br+ | Br− | +/− |
| ----------------- | --- | - | - | - | - | --- | --- | --- |
| Holandia          | 7   | 3 | 2 | 1 | 0 | 9   | 1   | +8  |
| Stany Zjednoczone | 5   | 3 | 1 | 2 | 0 | 4   | 1   | +3  |
| Portugalia        | 4   | 3 | 1 | 1 | 1 | 2   | 1   | +1  |
| Wietnam           | 0   | 3 | 0 | 0 | 3 | 0   | 12  | -12 |